# حسن الصقلي
حسن الصقلي (3 أكتوبر 1931 – 28 أغسطس 2008) هو ممثل مغربي. كان من الجيل الأول للممثلين المغاربة، إذ أنه شارك في أول فيلم مغربي بعد الاستقلال سنة 1957، وهو الذي كرس 51 سنة من عمره لخدمة الفن المغربي، حيث شارك في العديد من الأفلام والمسلسلات المغربية، كما اشتغل أيضًا في بعض الأعمال العربية خاصةً التاريخية. 

## أعماله

### أفلام
- إبراهيم
- نعيمة (أول فيلم تلفزي مصور)
- الرجال الزرق
- أوشتام
- نافح العطسة
- فين ماشي يا موشي
- كازانيكرا

### مسرحيات
- الوارث (أول مسرحية في تاريخ المغرب)
- المفتش

### مسلسلات
- ذئاب في الدائرة (1997)
- سرب الحمام (1998)
- صقر قريش (2002)
- خلخال الباتول (2003)
- ماريا نصار (2004)

## وفاته
توفي بمرض القلب يوم الخميس 28 غشت 2008 عن عمر 77 سنة، وتكلف بالعلاج الملك محمد السادس.

## وصلات خارجية
- حسن الصقلي على موقع IMDb (الإنجليزية)
- حسن الصقلي على موقع قاعدة بيانات الأفلام العربية
- حسن الصقلي على موقع ألو سيني (الفرنسية)
- حسن الصقلي على موقع ألو سيني (الفرنسية)
- حسن الصقلي على موقع قاعدة بيانات الأفلام السويدية (السويدية)
- حسن الصقلي على موقع قاعدة بيانات الفيلم (الإنجليزية)
- حسن الصقلي على موقع كينوبويسك (الروسية)